# Corytophanidae
Corytophanidae este o familie de șopârle.